# Ảnh hưởng của đại dịch COVID-19 đối với tôn giáo
Đại dịch COVID-19 đã tác động đến tôn giáo theo nhiều cách khác nhau, bao gồm việc hủy bỏ các buổi lễ thờ phượng của các tín ngưỡng khác nhau và đóng cửa các trường học ngày Chủ nhật, cũng như hủy bỏ các cuộc hành hương, nghi lễ và lễ hội. Nhiều nhà thờ Kitô giáo, giáo đường Do Thái, nhà thờ Hồi giáo và đền thờ Phật giáo đã phải thờ phượng thông qua việc phát trực tiếp trong đại dịch.
Lực lượng cứu trợ của các tổ chức tôn giáo đã điều động vật tư khử trùng, mặt nạ phòng độc làm sạch không khí, tấm che mặt, găng tay, thuốc thử phát hiện axit nucleic coronavirus, máy thở, máy theo dõi bệnh nhân, bơm tiêm, bơm truyền dịch và thực phẩm đến các khu vực bị ảnh hưởng. Các nhà thờ khác đã cung cấp xét nghiệm COVID-19 miễn phí cho công chúng. Các tín đồ của nhiều tôn giáo đã tập hợp lại với nhau để cầu nguyện chấm dứt đại dịch COVID-19, cho những người bị bệnh dịch làm ảnh hưởng, cũng như cầu nguyện cho các bác sĩ và nhà khoa học để chống lại căn bệnh này.

## Tôn giáo

### Cơ đốc giáo

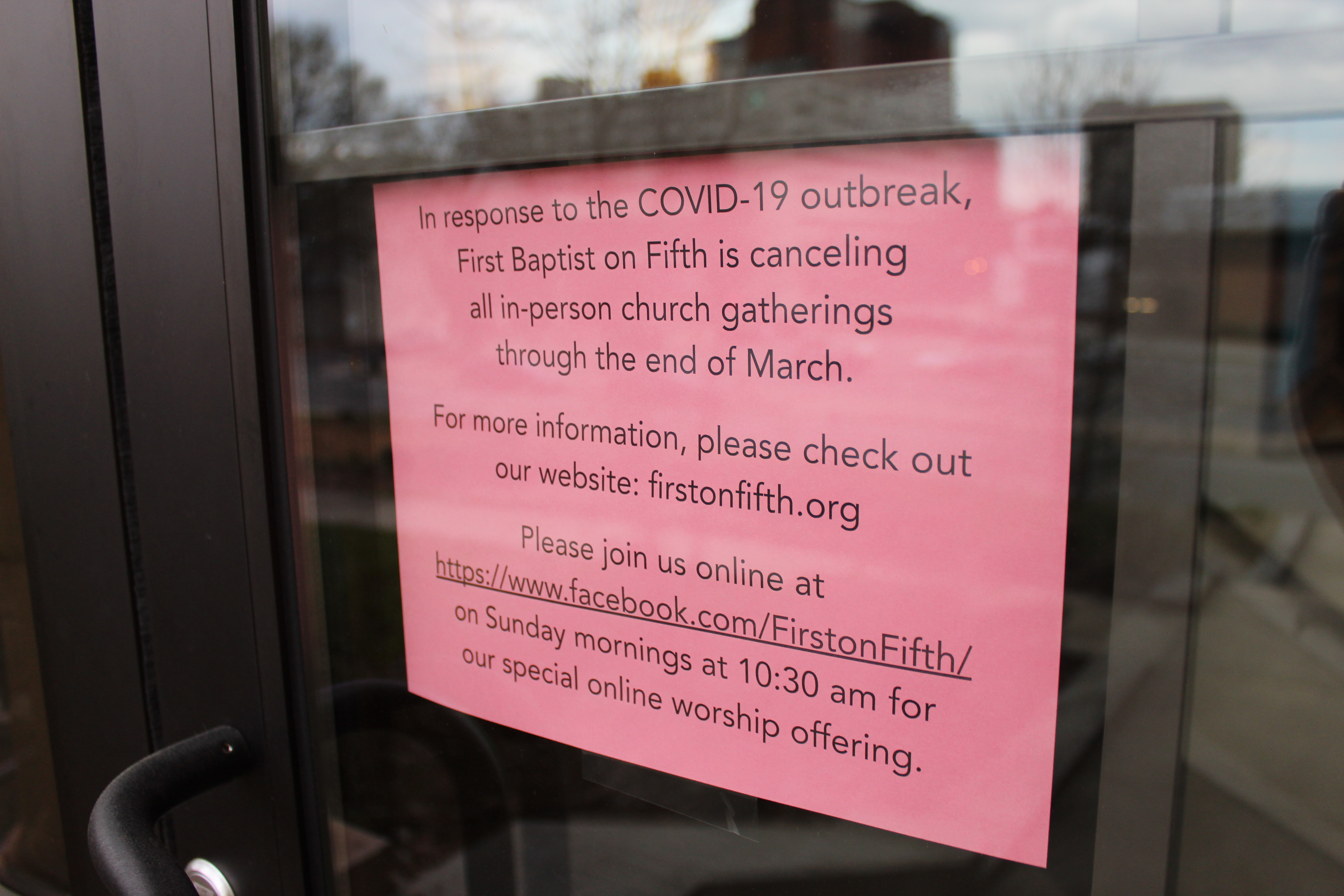
Một bảng hiệu trên một nhà thờ Cơ đốc giáo Baptist đã tạm thời bị đóng cửa do đại dịch

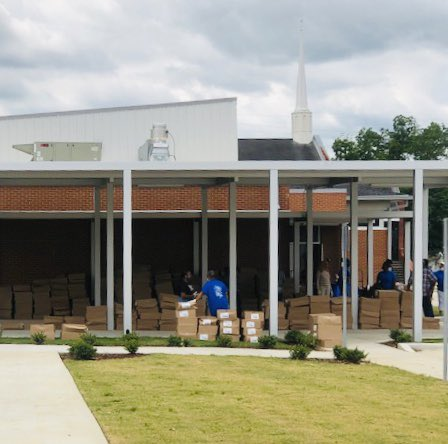
Thực phẩm cứu trợ tại một nhà thờ Cơ đốc giáo Baptist ở Tuscaloosa, Alabama, Hoa Kỳ, trong đại dịch

#### Phản ứng và tác động
Theo một báo cáo của Gallup do Frank Newport thực hiện, "kết quả ấn tượng nhất (trong tôn giáo) là sự chuyển dịch cực kỳ nhanh chóng của các dịch vụ tôn giáo từ thờ phượng trực tiếp sang thờ phượng trực tuyến." Trong gần một trăm năm, các nhà thờ đã sử dụng nhiều phương pháp truyền thông khác nhau để tiếp cận khán giả của họ, chẳng hạn như đài phát thanh, truyền hình và phương tiện truyền thông trực tuyến, Gallup nói rằng việc ngừng thờ phượng tại chỗ "là một trong những sự gián đoạn đột ngột đáng kể nhất trong việc thực hành tôn giáo trong lịch sử Hoa Kỳ." Một báo cáo của Pew Research từ tháng 3 năm 2020 đã báo cáo sự thay đổi trong thói quen tôn giáo do đại dịch của những người được phỏng vấn. Hơn một nửa số người được hỏi nói rằng họ đã "cầu nguyện chấm dứt sự lây lan của coronavirus", "tham dự các dịch vụ tôn giáo trực tiếp ít hơn" và "xem các dịch vụ tôn giáo trực tuyến hoặc trên TV thay vì trực tiếp." Tạp chí Time đã báo cáo rằng các dịch vụ nhà thờ cho phép tín đồ lái xe đến để làm lễ mà không cần phải ra khỏi xe đã đạt được số người tham dự lớn trong đợt bùng phát COVID-19. Về việc liệu cuộc khủng hoảng có ảnh hưởng đến đời sống tôn giáo cá nhân lâu dài hay không, 19% người Mỹ nói rằng đức tin của họ đã được củng cố và chỉ 3% nói rằng nó trở nên tồi tệ hơn.
Trong một cuộc khảo sát được thực hiện vào cuối tháng 5 đến đầu tháng 6 năm 2020 do Viện Doanh nghiệp Hoa Kỳ thực hiện, 60% người Mỹ nói rằng họ lo sợ rằng họ hoặc ai đó trong gia đình của họ có thể bị nhiễm COVID-19. Tuy nhiên, các phản hồi khác nhau về mặt nhân khẩu học; 69% người Tin lành da đen và 42% người Tin lành da trắng lo lắng về sự lây nhiễm. Khi cân nhắc những rủi ro về sức khỏe cộng đồng khi trở lại hoạt động kinh tế bình thường, đa số người theo đạo Tin lành da đen (84%) và người Công giáo gốc Tây Ban Nha (70%) cho biết họ sẽ ưu tiên sức khỏe cộng đồng, trong khi đa số người theo đạo Tin lành da trắng (65%) và Người Tin lành Dòng chính Da trắng và Công giáo Da trắng (52%) ưu tiên kinh tế.
Tại Vương quốc Anh, các giáo phái Cơ đốc giáo bao gồm Anh giáo, Công giáo, Giám lý, Baptist, Cải cách và Trưởng lão, đã xuất bản các hướng dẫn về việc điều chỉnh việc thờ phượng khi có đại dịch.
Vào tháng 7 năm 2020, các lãnh đạo nhà thờ ở North Point — mà trước đại dịch, thường tổ chức các buổi lễ với 30.000 người đi lễ vào mỗi Chủ nhật trên bảy địa điểm của mình trong khu vực Atlanta, Georgia — cho biết họ sẽ chỉ cung cấp các dịch vụ thờ phượng kỹ thuật số trong suốt thời gian còn lại của năm. Người sáng lập nhà thờ nói rằng việc truy vết tiếp xúc để xác định sự tiếp xúc với coronavirus sẽ là không thể với quy mô của nhà thờ này.
Vào ngày 30 tháng 11 năm 2020, một trong những mục sư tại nhà thờ lớn Water of Life ở California đã chết vì COVID-19. Trước đó, ông đã làm chủ tế các buổi lễ ngoài trời sau khi thống đốc bang này cấm các dịch vụ tôn giáo trong nhà.

#### Thực phẩm và hỗ trợ y tế và công bằng xã hội
Tổng Thư ký Hội đồng các Giáo hội Thế giới Olav Fykse Tveit đã thông báo rằng, "Tình hình này đòi hỏi sự đoàn kết và trách nhiệm giải trình, chánh niệm, quan tâm và khôn ngoan... [cũng như] đối với những dấu hiệu của đức tin, hy vọng và tình yêu của chúng ta". Giữa đại dịch COVID-19, một số nhà thờ vẫn tiếp tục vận hành kho thực phẩm của họ để cung cấp các túi thịt và cuộn giấy vệ sinh cho các gia đình có nhu cầu. Nhà thờ Quốc gia Hoa Kỳ, thuộc Nhà thờ Episcopal, đã tặng hơn 5.000 khẩu trang phẫu thuật N95 cho các bệnh viện ở Washington, DC, nơi đang bị thiếu hụt N95 trong đại dịch COVID-19. Các nhà thờ khác, chẳng hạn như Nhà thờ Cao nguyên, một siêu nhà thờ theo đạo Kháng cách, đã cung cấp các xét nghiệm COVID-19 miễn phí trong bãi đậu xe của họ. Một số cha tuyên úy, chẳng hạn như Cha Benito Rodríguez Regueiro, đã đưa số điện thoại của mình cho bệnh nhân COVID-19 có thể gọi 24/7.
Vào tháng 4 năm 2020, hơn 200 tổ chức nhà thờ và xã hội dân sự, bao gồm Caritas và Cơ quan Tị nạn Dòng Tên, đã kêu gọi chính phủ Hy Lạp khôi phục quyền tiếp cận tị nạn cho những người tị nạn, đặc biệt là 42.000 người được cho là bị "mắc kẹt" và sống "trong những điều kiện khủng khiếp" ở các hòn đảo của Hy Lạp.

#### Giãn cách xã hội

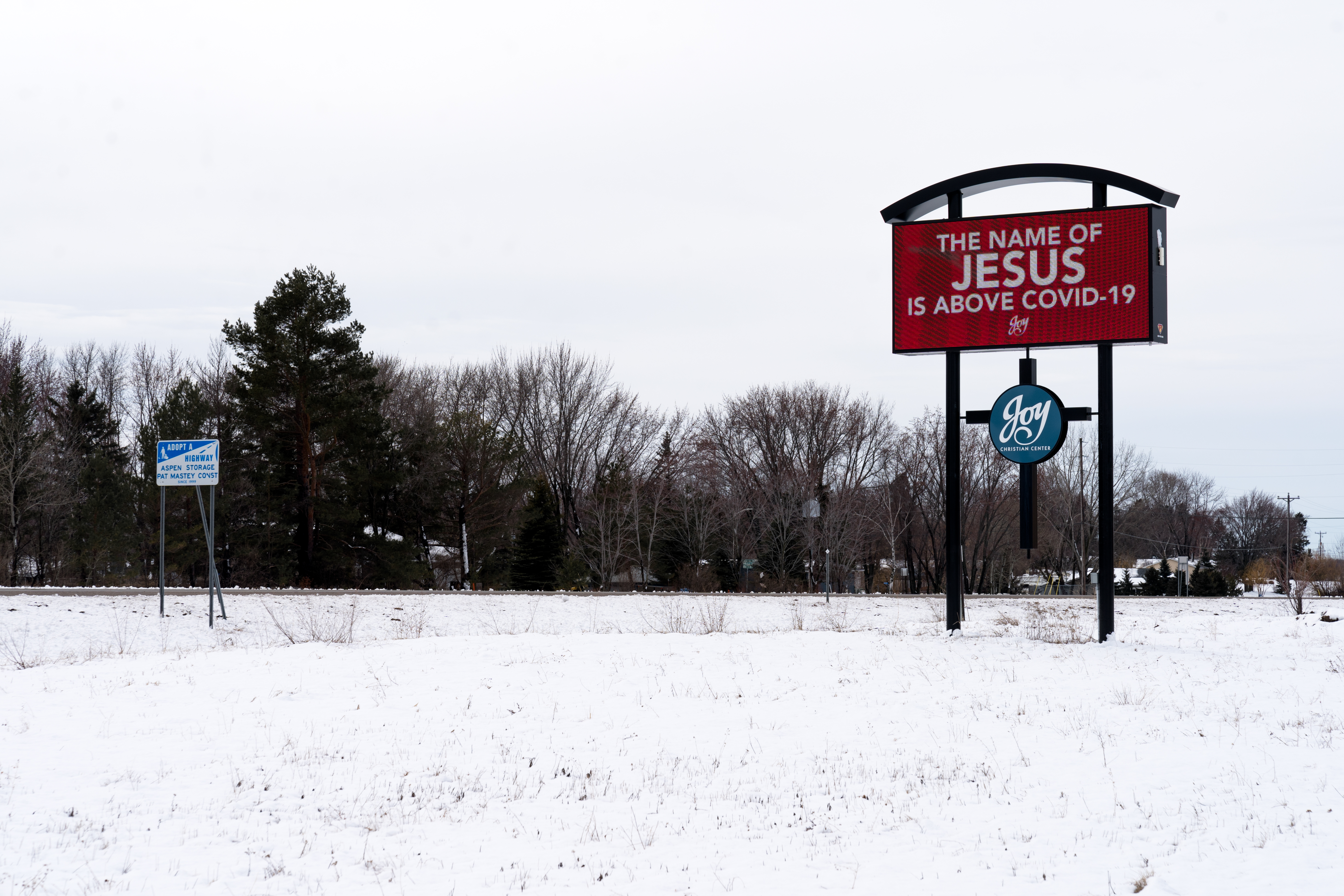
"Tên của Giêsu đứng trên COVID-19": thông điệp trên một bảng hiệu tại Trung tâm Cơ đốc giáo Joy ở St. Cloud, Minnesota

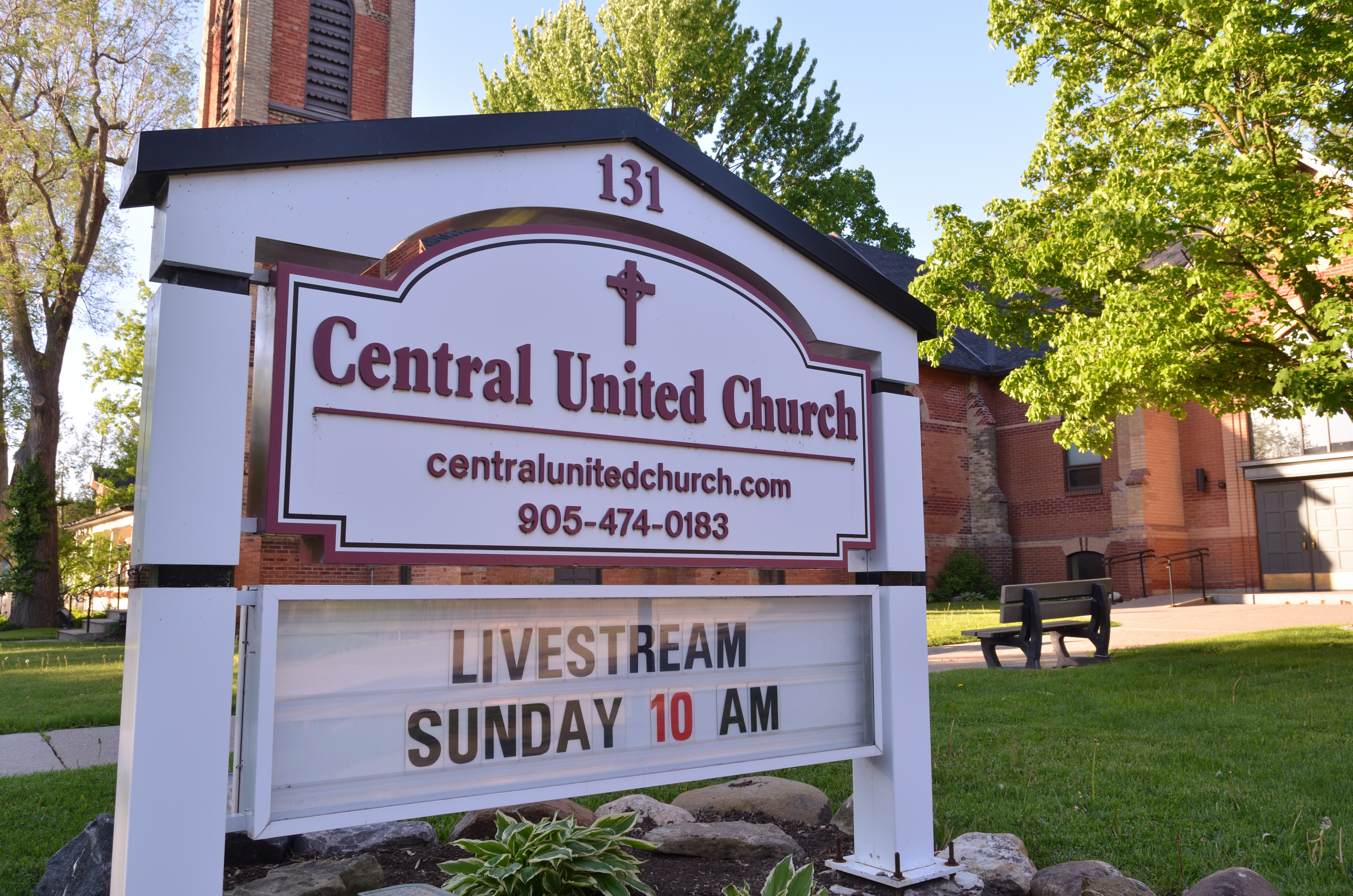
Buổi lễ thờ phượng Chủ Nhật được phát trực tuyến do giãn cách xã hội

Nhiều giáo phận Episcopal và Công giáo đã khuyến cáo các Kitô hữu lớn tuổi nên ở nhà hơn là tham dự Thánh lễ vào các ngày Chủ nhật, mà thường là bắt buộc; nhiều nhà thờ thuộc tất cả các hệ phái Cơ đốc giáo đã cung cấp dịch vụ nhà thờ qua đài phát thanh, phát trực tiếp trực tuyến hoặc truyền hình trong khi những nhà thờ khác cung cấp dịch vụ lái xe vào bãi đậu xe của nhà thờ của họ, một số có hướng dẫn về cách sử dụng các chức năng của ô tô để trả lời dịch vụ. Một số Ki tô hữu sử dụng các ứng dụng trực tuyến, chứa những lời cầu nguyện và câu về lòng tận tâm hàng ngày, để tiếp tục gắn bó với đức tin của họ.
Nhiều Kitô hữu theo truyền thống trải qua mùa sám hối của đạo -  Mùa Chay bằng cách kiêng thịt ngày thứ Sáu, đặc biệt là Công giáo La Mã, Methodist và Anh giáo; yêu cầu tuân thủ phong tục này đã được một số giám mục Công giáo La Mã dỡ bỏ trong bối cảnh đại dịch COVID-19, vì nó một phần trùng khớp với Mùa Chay năm 2020. Các nghi lễ thường được tổ chức trong Tuần Thánh (đặc biệt là vào Chủ Nhật Lễ Lá, Thứ Tư Tuần thánh, Thứ Năm Tuần Thánh, Thứ sáu Tuần Thánh và Thứ Bảy Tuần Thánh), tuần cuối cùng của Mùa Chay, đã được nhiều nhà thờ thuộc các giáo phái Cơ đốc chính thống, bao gồm Anh giáo, Công giáo, Các Giáo hội Lutheran, Methodist, Moravian, và Cải cách hủy bỏ. Các lễ nghi này bao gồm cả dịch vụ từ thiện Royal Maundy được quốc vương của Vương quốc Anh thực hiện vào thứ Năm tuần Thánh.
Tham khảo học thuyết Cơ đốc giáo về Thân thể của Christ, linh mục Anh giáo Jonathan Warren Pagán đã viết rằng "Do đó, việc tập hợp thờ phượng bằng lời nói và bí tích không phải là một phần bổ sung tùy chọn cho các Cơ đốc nhân" mặc dù đại dịch COVID-19 khiến nó cần phải chuyển sang các định dạng trực tuyến cho lợi ích chung. Ông khuyến khích việc thực hành Rước lễ Tâm linh giữa đại dịch (đặc biệt là trong thời gian Anh giáo phục vụ Buổi cầu nguyện buổi sáng), đã được các Cơ đốc nhân sử dụng trong thời kỳ bệnh dịch, cũng như trong thời gian bị bắt bớ, cả hai đều đã ngăn cản các Cơ đốc nhân tụ tập về Ngày của Chúa để cử hành bí tích Thánh Thể. Các giáo sĩ Giám lý, cũng như Đức Thánh Cha Phanxicô, cũng đề nghị rằng các tín hữu thực hành Rước lễ Tâm linh trong đại dịch COVID-19.
Lễ kỷ niệm Ngày Thánh Patrick, một ngày lễ kỷ niệm sự xuất hiện của Cơ đốc giáo ở Ireland, vào ngày 17 tháng 3 năm 2020 đã bị ảnh hưởng bởi đại dịch COVID-19, mặc dù các dịch vụ vẫn được tổ chức ở một số nhà thờ và một số cuộc diễu hành vẫn bắt đầu.
Trong khi nhiều nhà thờ đã hủy bỏ các dịch vụ Lễ Phục sinh để tuân thủ các hướng dẫn giãn cách xã hội, những nhà thờ khác dự định sẽ tiếp tục bình thường. Vào ngày 11 tháng 4 năm 2020, một ngày trước Chủ nhật Phục sinh, chủ tịch của viện tư tưởng bảo thủ Hoa Kỳ, Viện Claremont, đã tweet về "sự phản kháng và bất tuân dân sự đối với một cuộc phong tỏa vi hiến" để mọi người có thể được "thực hiện tự do tôn giáo."

#### Dịch vụ nhà thờ kỹ thuật số
Do các hướng dẫn giãn cách xã hội, nhiều nhà thờ cần tìm các giải pháp thay thế cho các dịch vụ nhà thờ mặt đối mặt bình thường và đã chuyển sang nhà thờ kỹ thuật số. Vào Chủ nhật Phục sinh, Giáo hoàng Francis đã phát trực tiếp thánh lễ từ Vương cung thánh đường Thánh Peter không người ở Rome trong khi Tổng Giám mục Canterbury, Justin Welby phát sóng bài giảng của mình từ nhà bếp trong căn hộ của mình ở London. Nhiều nhà thờ địa phương trên khắp thế giới đã xem xét các cách số hóa các thực hành của nhà thờ, mặc dù một số tranh luận về cách thức thực hành phụng vụ nhất định như rước lễ có thể được hoặc không thể thực hiện trực tuyến. Ở các nhà thờ nông thôn, nơi việc tiếp cận với công nghệ bị hạn chế hơn, một số nhà thờ địa phương buộc phải sáng tạo hơn, bao gồm các thực hành như rước Mình Thánh Chúa dọc theo đường các tín đồ lái xe vào nhà thờ.
Một số nghiên cứu về thần học kỹ thuật số đã làm nổi bật sự quan tâm ngày càng tăng của việc xem và tham gia vào các dịch vụ nhà thờ trực tuyến khi bị phong tỏa. Tính tương tác được thúc đẩy bởi công nghệ kỹ thuật số đã giúp thúc đẩy khả năng cho các cá nhân tham gia vào các hoạt động tôn giáo bất chấp khoảng cách vật lý, kể cả những người trước đây có thể chưa bao giờ bước chân vào nhà thờ. Tuy nhiên, các nghiên cứu khác đã chỉ ra rằng những Cơ đốc nhân thường xuyên tham dự các buổi lễ tại nhà thờ thực tế lại ít muốn tham gia buổi lễ trực tuyến, đặc biệt là ở những người thuộc thế hệ thiên niên kỷ.